# Salm (Mosel)
Die Salm ist ein fast 63½ Kilometer langer und linker Nebenfluss der Mosel in Rheinland-Pfalz.
Sie ist ab dem Zufluss der Lohsalm in Oberkail bis zu ihrer Mündung in Klüsserath ein Gewässer II. Ordnung.

## Geographie

### Verlauf
Die Salm entspringt auf einer Höhe von 586 m ü. NHN im Salmwald südlich von Gerolstein bei Salm in der Eifel.
Sie verläuft in südsüdöstlicher Richtung zunächst durch den Landkreis Vulkaneifel, markiert dann die Grenze zwischen dem Eifelkreis Bitburg-Prüm und dem Landkreis Bernkastel-Wittlich, fließt danach im Landkreis Bernkastel-Wittlich weiter und endet ihren Lauf im Landkreis Trier-Saarburg, wo sie beim Weinort Klüsserath auf einer Höhe von 115 m ü. NHN von links in die Mosel mündet. Der Fluss ist weitgehend natürlich oder naturnah.
Ihr 11,1 Kilometer langer Lauf endet etwa 471 Höhenmeter unterhalb ihrer Quelle, sie hat somit ein mittleres Sohlgefälle von circa 7,4 ‰.

### Einzugsgebiet
Das 298,5 km² große Einzugsgebiet der Salm erstreckt sich von der Osteifel bis zum Moseltal und wird über die Mosel und den Rhein zur Nordsee entwässert.
Es grenzt
- im Nordosten und Osten an das Einzugsgebiet der Kleinen Kyll, die in die Lieser mündet;
- im Südosten an das der Lieser, die in die Mosel mündet;
- im Westen und Nordwesten an das der Kyll, die ebenfalls in die Mosel mündet und
- ansonsten an das Einzugsgebiet der Mosel direkt oder an das eines ihrer kleineren Zuflüsse.

### Zuflüsse
(Zuflüsse von der Quelle zur Mündung mit Namen nach LANIS (Alternativname beim GeoExplorer der Wasserwirtschaftsverwaltung Rheinland-Pfalz in Klammern), Orographische Lage (rechts/links), Länge in Kilometern (km) auf eine Nachkommastelle gerundet und Größe des Einzugsgebiets in Quadratkilometern (km²) auf zwei Nachkommastellen gerundet ,   Koordinaten der Mündung, Mündungsort und Mündungshöhe in Normalhöhennull (m ü. NHN))
- Hilscherbach (Bach vom Lindenhof) (rechts), 2,8 km, 4,17 km²,  nordwestlich von Weidenbach, 458 m ü. NHN
- Hubelsbach (links), 1,6 km, 2,77 km²,  in Weidenbach, 457 m ü. NHN
- Graben  (links), 0,2 km, 0,19 km²,  in Weidenbach, 454 m ü. NHN
- Mirscheider Bach (rechts), 0,7 km, 0,65 km²,  westlich von Weidenbach, 451 m ü. NHN
- Ortsgraben  (links), 0,1 km, 0,08 km²
- Graben aus der Pumpwerkswiese (rechts), 0,2 km, 0,11 km²
- Weidenbach  (links), 0,8 km, 0,74 km²
- Binsenmühlgraben (rechte Abzweigung), 0,9 km, 0,99 km²
- Bach von der Straße[5] (rechts), 0,4 km, 0,65 km²
- Gemeindewaldgraben (links), 0,4 km, 0,52 km²
- Deudesfelder Bach (links), 0,9 km, 1,19 km²
- Desserather Bach (rechts), 1,3 km, 1,20 km²
- Bach am Höhscheider Hof (links), 1,2 km, 0,94 km²
- Bettenfelder Waldbach (links), 1,1 km, 1,60 km²
- Oberer Wüstungsgraben (rechte Abzweigung), 0,9 km, 0,39 km²
- Lohsalm (rechts), 6,6 km, 15,98 km²
- Graben bei der Wüstung Korneshütte (rechts), 0,6 km
- Blauer Pfad Graben  (Stehgraben) (links), 0,6 km, 0,59 km²
- Birtelbach (links), 1,7 km, 2,27 km²
- Hämmerchensmühlgraben (linke Abzweigung), 0,6 km
- Bach vom Burghof (links), 0,7 km, 0,72 km²
- Überscheider Graben (rechts), 0,5 km, 0,41 km²
- Mühlgraben (linke Abzweigung), 0,7 km
- Zimmerseifen (links), 1,0 km, 0,95 km²
- Klostergraben (linke Abzweigung), 0,8 km
- Backenbach (links), 3,9 km, 3,90 km²
- Wiesengraben (rechts), 0,2 km, 0,16 km²
- Bach vom Altenhof (rechts), 1,3 km, 1,85 km²
- Dörrbach (links), 4,1 km, 5,42 km²
- Bach vom Mönchstaud (rechts), 1,5 km, 4,85 km²
- Heiligenberggraben (links), 0,4 km, 0,33 km²
- Bienenauerbach (links), 3,2 km, 5,92 km²
- Burgermühlbach (linke Abzweigung), 0,8 km
- Ranzenmühlgraben (linke Abzweigung), 0,3 km
- Steinbach (links), 2,4 km, 1,42 km²
- Burger Bach (rechts), 0,5 km, 0,23 km²
- Breitmühlgraben (linke Abzweigung), 0,5 km
- Wiesengraben (rechts), 0,6 km, 0,27 km²
- Bohrbach (links), 2,5 km, 2,09 km²
- Weiteberger Bach (links), 1,2 km, 0,69 km²
- Bach aus den Wiesen (rechts), 0,3 km, 0,15 km²
- Kailbach (rechts), 18,9 km, 56,03 km², südlich von Landscheid
- Priesler Bach (links), 2,0 km, 1,13 km²
- Waldgraben (links), 0,5 km, 0,23 km²
- Bach aus dem Gebüsch (rechts), 0,4 km, 9,23 km²
- Zendergraben (links), 0,7 km, 0,33 km²
- Bärbach (links), 3,3 km, 3,17 km²
- Dörbach (rechts), 7,7 km, 17,87 km²
- Burgbach (rechts)
- Gladbach (rechts)
- Sonnenbach (links)
- Karbach (links)
- Graben beim Werdelstein
- Graben am Sportplatz (rechts)
- Bach am Kanneckerberg (rechts)
- Schorbach (links)
- Waldwiesengraben (rechts)
- Ortsgraben (rechte Abzweigung)
- Bendersbach (rechts)
- Bach beim Stadion (links) mit dem Bach aus den Wiesen (links)

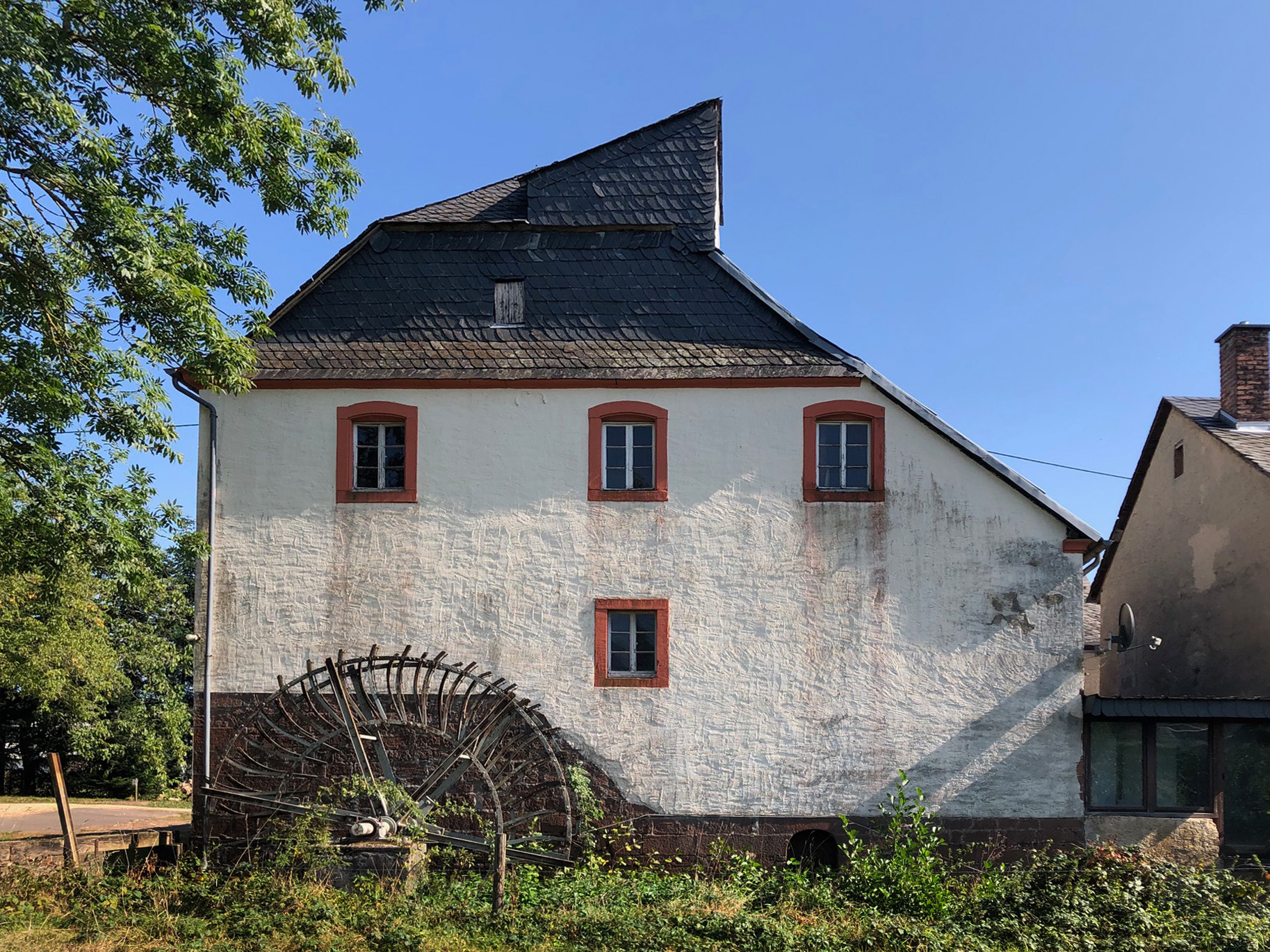
Salmrohrer Mühle am Gußbach

- Gußbach (links) an der Salmrohrer Mühle
- Bach vom Tannenhof (links)
- Wiesenbach (links)
- Bach zur Allee (links)
- Grönbach (links)
- Escher Mühlgraben  (linke Abzweigung)
- Sehlemer Bach (rechts)
- Eschergraben (rechts)
- Kramesbach (links)
- Graben aus dem Esch (rechts)
- Kiesgraben (links)
- Orschbach (Kaselbach, Raselbach) (rechts)
- Bach vom Kramser Berg (links)
- Wiesengraben (links)
- Weinbergsgraben (links)
- Bach am Heidelberg (links)
- Bach am Geißberg (links)
- Linnebach (links)
- Königsbach (links)

## Geomorphologie
Bedingt durch den geologischen Untergrund im Salmtal, der z. T. von Buntsandstein gebildet wird, unterscheidet sich das Salmtal im Längs- und Querprofil von anderen Eifel-Bächen. Die Aue ist weniger stark gewunden und zahlreiche Nebentäler sind dauerhaft trocken oder führen nur periodisch oder episodisch Wasser.
Auch die Auensedimente sind im Vergleich zur benachbarten Lieser sandiger. Örtlich sind Talmoore ausgebildet. Die Bildung sandiger Auelehme begann im mittleren Salmtal bereits im Frühmittelalter infolge verstärkter Landnutzung im Einzugsgebiet.

## Geschichte und Sehenswürdigkeiten
In der Antike hieß der Fluss Salmona und wird bei Ausonius erwähnt.
Der Name des Flusses leitet sich vermutlich vom Salm, also dem Lachs, ab, der in der Salm bis 1930 ausgezeichnete Laichgewässer hatte und reichlich vorhanden war. Alternativ könnte er mit dem keltischen Wort *salmano „losschnellend, springend“ in Verbindung stehen.
Bei Großlittgen an der Salm liegt das Kloster Himmerod.

## Salm-Radweg
Der Salm-Radweg ist 16,5 km lang. Von Dreis über Salmtal, Sehlem, Esch und Rivenich nach Klüsserath an der Mosel geht es 163 m hinauf und 212 m hinunter. Teilweise ist er deckungsgleich mit dem Radweg Wittlicher Senke, der Wittlich mit Schweich verbindet.